# Bruce Pavitt
Bruce S. Pavitt, född den 7 mars 1959 i Chicago, Illinois i USA, är en av grundarna av skivbolaget Sub Pop. Han föddes som den andre av totalt sex barn åt Robert och Ruth Pavitt. Efter att Pavitt hade flyttat hemifrån begav han sig till Washington där han började på The Evergreen State College i Olympia, Washington. Väl där startade han under hösten 1979 ett indieradioprogram under namnet Subterranean Pop på radiokanalen KAOS-FM. Året därpå grundade han en fanzine som främst berörde indiemusik. 1983 flyttade Pavitt till Seattle där han öppnade en skivaffär under namnet Fallout. Tillsammans med Jonathan Poneman grundade han 1986 skivbolaget Sub Pop och deras första utgivning var albumet Sub Pop 100 i juli 1986. Den 1 oktober 1987 lanserade Sub Pop Soundgardens EP Screaming Life och det var i samband med detta som grungerörelsen började växa sig allt starkare.
Sub Pop signade även Nirvana och de lanserade gruppens debutalbum Bleach (1989). 1996 lämnade Pavitt Sub Pop efter att han och Poneman hade blivit oeniga om hur de ville styra upp bolaget. Pavitt sålde 49 procent av aktierna i skivbolaget till Warner Bros. Records. Den 13 november 2012 släpptes Pavitts bok Experiencing Nirvana: Grunge in Europe, 1989 som handlar om Nirvana, Mudhoney och Tad. 